# Conflitto di Osposidda
(Paolo Pillonca - Osposidda)
Il conflitto di Osposidda è stato un duro e drammatico conflitto a fuoco, avvenuto il 18 gennaio 1985 nell’omonima località tra i comuni di Orgosolo e Oliena, tra i sequestratori di un imprenditore olianese e le forze dell'ordine.

## Storia
Il conflitto a fuoco di Osposidda, una remota località dell'agro di Orgosolo, rappresenta una delle pagine più drammatiche della storia criminale sarda. Il resoconto di questo scontro, che evoca quello di Morgogliai, avvenuto nello stesso territorio comunale durante l'estate del 1899, è un vero e proprio bollettino di guerra: quattro latitanti e un poliziotto uccisi; due carabinieri, due agenti di polizia e un civile feriti; quattro ore di intensi combattimenti con migliaia di colpi sparati e numerosi lanci di bombe a mano; la partecipazione di centinaia di uomini tra poliziotti, carabinieri e volontari olianesi.
Tutto comincia con un sequestro di persona a scopo di estorsione: il 17 gennaio 1985 verso le 17:30, a Oliena, l'imprenditore Tonino Caggiari viene rapito e trasportato fuori dal paese con una Fiat 128. Sentendo le grida di aiuto di Tonino Corrias, magazziniere legato dai rapitori, una vicina di Caggiari allerta il 113 mentre alcuni paesani del Caggiari si lanciano all'inseguimento della macchina diretta verso Orgosolo. In contemporanea scatta il piano antisequestri con dispiegamento di forze dell'ordine e posti di blocco lungo le strade.
Sono i volontari olianesi ad indicare alle squadre dei marescialli Serra e Pusceddu il luogo dove i rapitori si sono fermati in località Osposidda. Il 18 gennaio, verso le ore 14:30, gli uomini ritrovano delle tracce che vengono fatte risalire ai rapitori. Le tracce portano le forze dell'ordine nei pressi di un canalone ricco di vegetazione da cui odono colpi di arma da fuoco che la banda sta sparando contro i civili impegnati nella ricerca del Caggiari. Sono proprio i civili a ritrovare il Caggiari, che era stato rilasciato incolume dai sequestratori, ed a condurlo successivamente presso la caserma dei carabinieri di Oliena.

Il Sovrintendente Vincenzo Marongiu, unica vittima fra le forze dell'ordine

Abbandonato il sequestrato, i malviventi ingaggiano un conflitto a fuoco con la Polizia. I primi, che cercano di raggiungere il versante del Supramonte opposto a quello dove si trovavano, lanciano contro i militari anche una bomba a mano. Nel primo conflitto a fuoco muore il latitante Giuseppe Mesina. Anche il sovrintendente Vincenzo Marongiu ingaggia un conflitto a fuoco con i banditi, rimanendo ucciso da due fucilate al petto. Il Marongiu è l'unica vittima tra le forze dell'ordine, mentre Mauro Torti (comandante della squadra cinofili di Nuoro) e il carabiniere Carmelo Mureddu rimangono feriti.
Il maresciallo Serra, abbandonata la sua postazione, nota la canna di un fucile che da un cespuglio gli è puntata contro. Riesce a spostarla e ad esplodere dei colpi verso il cespuglio. Anche l'agente Daniele Ladu esplode dei colpi verso il cespuglio. Rimarranno uccisi nello scontro i due latitanti Giovanni Corraine e Salvatore Fais. Il maresciallo Serra rimarrà ferito non gravemente mentre l'ultimo bandito rimasto vivo ferisce l'agente Ladu ad una gamba. Subito circondato, e ignorando i richiami degli agenti, anche quest'ultimo verrà ucciso. Si tratta di Niccolò Floris di Orgosolo, anch'egli pregiudicato e latitante.
I cadaveri dei banditi verranno trasportati su alcuni camion scortati dalla polizia a sirene spiegate. Questo causerà accese polemiche, perché molti interpretarono il fatto come un'ostentazione dei cadaveri alla stregua di trofei di caccia (la pratica del trasporto per le vie del paese si usa nella caccia al cinghiale). Lo stesso commissario Salvatore Mulas, 25 anni dopo l'accaduto, in un'intervista rilasciata al quotidiano La Nuova Sardegna ammise l'errore di quel macabro trasporto; ma, aveva aggiunto, le sirene non avevano intento di giubilo, erano accese perché le volanti facevano da scorta al camion con le salme dei malviventi vittime del conflitto.

## Influenza culturale
L'evento ispirò anche la canzone Osposidda, musicata da Piero Marras, scritta da Paolo Pillonca tra i cui versi in sardo si legge:
Sonende bos passizan finas in s'istradone, omines assimizan a peddes de sirbone
(in italiano: Suonando (le sirene e i clacson), vi esibiscono anche in corteo per la strada, uomini esibiti al pari di pelli di cinghiale).